# 大庭宗一
大庭 宗一（おおば そういち、1950年10月19日 - ）は、日本の福岡・博多を拠点に活動するエッセイスト、ラジオパーソナリティ、NPO法人「博多の風」理事長である。福岡県福岡市生まれ。福岡大学附属大濠高等学校を経て福岡大学を卒業。ニックネームは「博多のおいしゃん（博多のおじさんという意味）」。仲間からは大将と呼ばれ親しまれている。

## 人物
- サラリーマン経験後、前述の肩書きの他に「酒房やす」の大将、博多祇園山笠土居流・下土居町取締等多彩な活動を行なっている。
- 現代社会に活を入れるような熱い博多弁でトークを展開。そのトークに魅了されたラジオリスナーが多く、幅広い年代から支持を得ている。

## 現在出演中の番組
- 大庭宗一の博多熱風塾（RKBラジオ、日曜日19：00～20：00）
- 大庭宗一の日曜元気塾 (Love FM、日曜日8：30～9：00)

## 過去出演した番組
- PAO〜N（KBCラジオ、水曜日のみ、2003年4月から2011年3月まで）

## エピソード
- 「高校受験の際、全然勉強していなかったから福岡県立福岡高校に落ちたので、大濠高校に行った」と大庭は述べている。
- PAO〜Nのハニワの部屋では「博多痛風塾」や「博多突風塾」、「博多熱射病」、「山笠があるけん、裸たい」というラジオネームで投稿するリスナーが存在し、博多熱風塾ではPAO〜Nにからめたと思われるリスナーからのメッセージが読まれることもある。
- そのいかつい風貌から、PAO〜Nにおいて沢田から「一人圧力団体」と呼ばれている。また「ハニワの部屋」のネタにおいて「博多のCIA」（「ちょっと・いかつい・圧力団体」の略）と呼ばれることが多い。
- 博多熱風塾において、リスナーからのメールを読む際、相方・富永倫子アナの「のりこ」という名前を「りんこ」と読んだことがある。